# János Hári
János Hári (ungarisch Hári János; * 3. Mai 1992 in Budapest) ist ein ungarischer Eishockeyspieler, der seit Juli 2020 erneut bei Alba Volán Székesfehérvár in der ICE Hockey League unter Vertrag steht.

## Karriere
János Hári ging bereits als Jugendlicher nach Schweden, wo er bis 2010 in Nachwuchsmannschaften in Hammarby, Färjestad und Skåre spielte. Anschließend zog es ihn nach Kanada, wo er zunächst für den Club de hockey junior de Montréal, der ihn beim CHL Import Draft 2010 in der ersten Runde als insgesamt zwölften Spieler gezogen hatte, in der LHJMQ spielte, aber bereits während der laufenden Spielzeit zum Ligakonkurrenten Huskies de Rouyn-Noranda wechselte. Nach einem Jahr in Übersee kehrte Hári 2011 nach Schweden zurück, wo er zwei Jahre für MODO Hockey aus Örnsköldsvik in der Elitserien aktiv war. 2013 wechselte er zum siebenfachen finnischen Landesmeister Helsingfors IFK. Mit dem Team aus Helsinki nahm er an der European Trophy 2013 teil, wurde aber in seiner Vorrundengruppe mit nur einem Sieg aus acht Spielen Tabellenletzter und konnte sich damit nicht für die Endrunde qualifizieren.
Im Juli 2014 kehrte er zu MODO Hockey zurück, bevor er zur Saison 2015/16 zur Leksands IF in die zweitklassige HockeyAllsvenskan wechselte. Mit dem Klub stieg er 2016 in die Svenska Hockeyligan auf.
Im Juni 2017 unterschrieb Hári einen Einjahresvertrag bei der Düsseldorfer EG, wurde aber schon vor Saisonbeginn vom Trainer aussortiert und am 12. September in beiderseitigem Einvernehmen aus seinem Vertrag entlassen. Anschließend schloss er sich Alba Volán Székesfehérvár an, mit dem er in der Österreichischen Eishockey-Liga spielte. Am Saisonende wurde er zum besten ungarischen Stürmer gewählt. Nachdem er die Saison 2019/20 bei den Pelicans in der finnischen Liiga begonnen hatte, wechselte er im Dezember 2019 auf Leihbasis zum EC Red Bull Salzburg in die Österreichische Eishockey-Liga, wo er die Saison beendete. Seit 2020 ist er erneut für Alba Volán Székesfehérvár aktiv. 2020, 2021, 2022 und 2023 wurde er zum fähigsten ungarischen Spieler gewählt, bevor 2024 die erneute Auszeichnung als bester ungarischer Stürmer folgte.

### International
Für Ungarn nahm Hári im Juniorenbereich an den Turnieren der Division I der U18-Junioren-Weltmeisterschaften 2009 und 2010 sowie den U20-Junioren-Weltmeisterschaften 2009 (Division I) und 2012 (Division II) teil.
Im Seniorenbereich stand er im Aufgebot seines Landes bei den Weltmeisterschaften der Division I 2012, 2013, als er zum besten Spieler seiner Mannschaft gewählt wurde, 2014, 2015, als den Magyaren sechs Jahre nach dem Abstieg der Wiederaufstieg in die Top-Division gelang, 2017, 2018, 2019 sowie 2022 und 2024, als jeweils der erneute Aufstieg in die Top-Division erreicht wurde. Dabei war er 2024 Topscorer und gemeinsam mit anderen Spielern zweitbester Torschütze des Turniers nach dem Südkoreaner Shin Sang-hoon. Bei der Weltmeisterschaft 2023 spielte er dann erstmals in der Top-Division. Dort spielte er auch 2025, als durch einen 4:2-Erfolg gegen Kasachstan erstmals nach dem Zweiten Weltkrieg der Klassenerhalt in der höchsten Stufe der Weltmeisterschaften gelang. Zudem vertrat er sein Heimatland bei den Qualifikationsturnieren für die Olympischen Winterspiele in Sotschi 2014, in Pyeongchang 2018, in Peking 2022 und in Mailand 2026.

## Erfolge und Auszeichnungen
- 2016 Aufstieg in die Svenska Hockeyligan mit dem Leksands IF
- 2019 Bester ungarischer Stürmer
- 2020 Fähigster ungarischer Spieler
- 2021 Fähigster ungarischer Spieler
- 2022 Fähigster ungarischer Spieler
- 2023 Fähigster ungarischer Spieler
- 2024 Bester ungarischer Stürmer

### International
| - 2015 Aufstieg in die Top-Division bei der Weltmeisterschaft der Division I, Gruppe A - 2022 Aufstieg in die Top-Division bei der Weltmeisterschaft der Division I, Gruppe A - 2024 Topscorer der Vorqualifikation für die Olympische Winterspiele 2026, Gruppe G | - 2024 Aufstieg in die Top-Division bei der Weltmeisterschaft der Division I, Gruppe A - 2024 Topscorer der Weltmeisterschaft der Division I, Gruppe A |

## Karrierestatistik
(Legende zur Spielerstatistik: Sp oder GP = absolvierte Spiele; T oder G = erzielte Tore; V oder A = erzielte Assists; Pkt oder Pts = erzielte Scorerpunkte; SM oder PIM = erhaltene Strafminuten; +/− = Plus/Minus-Bilanz; PP = erzielte Überzahltore; SH = erzielte Unterzahltore; GW = erzielte Siegtore; 1 Play-downs/Relegation; Kursiv: Statistik nicht vollständig)